# Mama Onema
Mama Onema, de son vrai nom Marie Onema Todinga, est une célèbre prêtresse traditionnelle congolaise, connue pour son rôle de féticheuse au sein de la Rébellion Simba dans l’Est du Congo-Léopoldville en 1964. Figure mystique adulée par les insurgés, elle incarne la croyance en l'invulnérabilité par des rituels magiques censés protéger les combattants des balles. Elle est capturée en 1965 par l'Armée nationale congolaise et décède à Kinshasa en 1967.

## Jeunesse et origines
Mama Onema naît au tout début du XXe siècle dans la région orientale du Congo, au sein du peuple Tétéla, dans l’actuelle province du Maniema. Elle ne parle que sa langue natale et ne présente aucun lien apparent avec la sphère politique avant les années 1960.

## Rôle dans la rébellion Simba
En 1964, au plus fort de la Rébellion Simba, Mama Onema est recrutée par le général Nicolas Olenga. Celui-ci, l’un des principaux chefs rebelles, cherche à renforcer la dimension mystique du mouvement armé contre le gouvernement central congolais, soutenu par les États-Unis et la Belgique.
Basée à Kindu, dans l’est de la République démocratique du Congo, Mama Onema dirige des rituels censés rendre les miliciens invulnérables. Elle distribue des boissons comme la pombe, trace des signes cabalistiques sur les fronts et remet des fétiches appelés dawa.
Mama Onema fournit des amulettes rituelles (dawa) aux insurgés, contre rémunération variable selon le rang. Le général Olenga paye jusqu’à 5 000 francs, contre 50 francs pour un simple Simba. Ces talismans, censés détourner les balles, sont portés par tous, y compris les non-combattants comme Soumialot. Chaque dawa contient des organes prélevés sur des ennemis tués. Olenga, très superstitieux, consulte régulièrement Mama Onema pour ses prophéties.

## Chute et arrestation
L’attaque de Kamaniola a eu lieu le 30 mai 1964 dans l’est du Congo-Léopoldville, près du village de Kamanyola, à une quarantaine de kilomètres au sud de Bukavu. Environ 200 rebelles ont lancé une attaque frontale contre deux compagnies du 8ᵉ bataillon d’infanterie. Avançant à découvert en criant « Mai Mulele » et armés de lances et machettes, ils espéraient que les balles se transformeraient en eau, selon leur croyance.
Le major Esaïe Vangu a estimé que 150 rebelles avaient été tués. Un garçon d’environ 14 ans figurait parmi les morts. Les soldats ont déclaré que les assaillants semblaient drogués au chanvre et désorientés. L’article du New York Times évoque des exilés congolais de gauche, basés au Burundi et soutenus par la Chine communiste, comme organisateurs de l’attaque.

### Mort
En janvier 1963, elle est arrêtée près de Kibombo, à 110 km au sud de Kindu. Transférée à Kinshasa, où elle reste détenue plusieurs années, Mama Onema meurt de maladie et de vieillesse à l’hôpital le 27 août 1967.